# 向阳水库 (绥棱)
向阳水库是中国黑龙江省绥化市绥棱县境内的一座水库，引诺敏河水，建于1980年。水库正常库容为980万立方米，集雨面积为8平方千米，海拔为232.8米。